# 4644 Ому
4644 Ому (4644 Oumu) — астероїд головного поясу, відкритий 16 вересня 1990 року.
Тіссеранів параметр щодо Юпітера — 3,355.
Названо на честь Ому (яп. おうむ(雄武) о:му)